# Лутц Фаненштиль
Лутц Фаненштиль (нім. Lutz Pfannenstiel; нар. 12 травня 1973, Цвізель, ФРН) — німецький футболіст, тренер та футбольний функціонер. Виступав на позиції воротаря. Як гравець виступав у Малайзії, Англії, ПАР, Фінляндії, Мальті, Сінгапурі, Новій Зеландії, Норвегії, США, Албанії, Вірменії, Канаді, Бразилії та Намібії.

## Кар'єра гравця
Конкурував в юнацькій збірній Німеччині U-17 з Маркусом Баббелем та Маркусом Мюнхом. У 18-річному віці відмовився від переходу в мюнхенську «Баварію», бажаючи бути основним у менш іменитих клубах, заради виступів в аматорському «Бад-Кецтінг». На той час Лутц бажав отримати професіональний контракт якомога швидше, намагаючись наслідувати сербського воротаря Ратко Свілара. Тому юний воротар вирішив перебратися до Малайзії, де став гравцем «Пенанга». У команді виступав протягом 7-и місяців, після чого виступав за резервну команду англійського «Вімблдона». У 1995 році став другим воротарем у «Ноттінгем Форест». Після цього відправився у 2-місячну оренду до південноафриканського клубу «Орландо Пайретс». Після переїзду до Сінгапуру підписав контракт з «Сембаванг Рейнджерс», у футболці яких зіграв 22 матчі.
Маючи на меті перейти до англійської Прем'єр-ліги у 1997 році перебирається до чемпіонату Фінляндії (відома як кузня кадрів для клубів АПЛ), де укладає договір з «Тампере». Через декілька місяців приєднався до принципового суперника «Тампере», «Гака», з яким у 1998 став переможцем чемпіонату Фінляндії.
Після тривалої перерви повернувся до Німеччини, де став гравцем «Вакера» (Бургхаузен). У футболці клубу зіграв 14 матчів, проте індонезійська дівчина Лутца зазнала расистського нападу, через що Фаненштиль вирішив перейти до сінгапурського «Гейланг Юнайтед». У цьому клубі зіграв рекордні для себе 46 матчів. З «Гейланг Юнайтед» вийшов до Ліги чемпіонів АФК. У цей період виступав впевнено, одружився з індонезійською дівчиною, отримав громадянство Індонезії та намагався потрапити до збірної цієї країни. У 1999 році заарештований за підозрою у спортивному шахрайстві та згодом засуджений до п’яти місяців ув'язнення. Його звинувачували в незаконних домовленостях з букмекером, який свідчив проти Лутца. Німецького воротаря підозрювали в участі в трьох матчах з фіксованим результатом, в яких «Гейланг Юнайтед» здобув 2 перемоги та 1 поєдинок зіграв внічию. Його також звинувачували в тому, що грав «занадто впевнено».
Після 101 дня ув'язнення Фаненштиль був достроково звільнений, частково завдяки лояльному керівництву держави та після втручання посольства Німеччини. На даний час в Німеччині вважається неосудним. Отримав довічну дискваліфікацію від АФК. ФІФА ж дискваліфікувало гравця на півроку, проте термін дискваліфікації відраховувала заднім числом, тому після виходу з в'язниці Лутц знову мав право грати. Декілька тижнів проходив реабілітацію та почав тренування в англійському «Бредфорд Парк Авеню», оскільки під час ув'язнення схуд на 16 кг, а потім перебрався до новозеландського «Данедін Технікал». Дебютувавши за «Данедін» став одним з небагатьох гравців, які виступали у футбольних змаганнях під егідою різних континентальних організацій. Загалом у Новій Зеландії прожив 5 років. Оскільки чемпіонат Нової Зеландії розігрувався лише з листопада по квітень, Лутц займався пошуком клубу на другу половину року. Зокрема, виступав за німецький «АСВ Кам» та протягом півроку грав за англійський «Бредфорд Парк-Авеню». 26 грудня 2002 року в поєдинку Північної прем'єр-ліги проти «Гаррогейт Таун» Лутц зіткнувся з нападником команди-суперниці Клейтоном Дональдсоном. Німецького воротаря довелося тричі реанімували на футбольному полі. Головний суддя Джонн Мосс вирішив призупинити матч, на той час БПА перемагав з рахунком 2:1 Заради успішного виступу в Новій Зеландії, Фаненштиль займався пошуком таких клубів, які грали чемпіонат у період з квітня по жовтень. У 2003 році перебрався до скромного норвезького клубу «Берум», за період перебування Фаненштиля на поєдинки клубу приїжджали скаути з різних країн Європи. Як згодом стало відомо, вони переглядали іншого воротаря команди, Ніка Ріоса Гаугена. За спогадами Лутца скаути повинні були бути присутніми на 4-х матчах, в яких німець визнавався найкращим гравцем команди. Також Лутц мав найприбутковіший контракт серед гравців «Берума», проте клуб зіткнувся з фінансовими труднощами, через що керівництво вирішило відмовитись від послуг німецького воротаря. Як наслідок, Фаненштилю запропонували пройти 1-місячний перегляд у «Мілані». Італійці були задоволені німцем.
Проте Лутц вирішив перебрався до США, де зіграв 28 матчів у футболці «Калгарі Мустангс». Завдяки виступам у чемпіонаті США збільшив кількість континентальних організацій, під егідою яких грав, до 5-и. У 2004 році повернувся Нової Зеландії, де уклав договір з суперником «Данедіна», «Отаго Юнайтед». У 2006 році переїхав до албанського клубу «Влазанія» (Шкодер), яку тренував колишній воротар національної збірної НДР Ульріх Шульц. Після звільнення німецького фахівця Фаненштиль також залишив команду. Сезон 2007 року розпочав у норвезькому «Берумі». а завершив у канадському «Ванкувер Вайткепс». У 2008 році перейшов до бразильського клубу «Германн Айгінгер». Таким чином, після дебютув в футболці нового клубу Лутц став першим футболістом, який грав у професіональних чемпіонатах 6-и різних континентальних федерацій.
Свій прощальний матч як професіонального футболіста провів 10 червня 2011 року на стадіоні Дройффлюсс у благодійнійному матчі «Глобал Юнайтед» проти ФК «Пассау» (клуб святкував 100 річний ювілей), де Лутц відіграв за кожну з команд по 1 тайму.

## Кар'єра тренера
На початку 2007 року Фаненштиль отримав пропозицію від вірменського мільйонера стати головним тренером та допомогти у становленні клубу «Бентоніт». Протягом трьох місяців Лутц підписав 18 футболістів з усього світу, проте мільйонер вирішив закрити проект.
У квітні 2008 року Фаненштиль повернувся до Німеччини та почав працювати тренером воротарів кубінської збірної, яку тренував німець Рейнгольд Фанц, який готував кубинців до кваліфікації ЧС-2010 у південній Німеччині та Австрії. Однак після звільнення зі збірної Куби відновив кар'єру гравця. Виступав у норвезьких клубах. Спочатку грав за «Флеккеруй». 
Потім перейшов «Манглеруд Стар». Дебютував у новій команді 13 квітня 2009 року в поєдинку проти «Аскера». У 2009 році виїхав до Намібії, де був граючим головним тренером «Рамблерс», також був тренером воротарів та одним з головних тренерів збірної Намібії. футбольну кар'єру завершив у 38-річному віці. Проте в 2018 році уругваєць Себастьян Абреу підписав контракт з «Аудакс Італьяно» та перевершив цей рекорд.

## Кар'єра скаута та експерта на телебаченні
1 жовтня 2009 року видав автобіографічну книгу Unhaltbar – Meine Abenteuer als Welttorhüter, яка в серпні 2014 року під назвою «Голкіпер, якого не зупинили» стала бестселером у Великій Британії.
На чемпіонаті світу 2010 року Лутц Пфанненштьєль був телевізійним експертом каналу ZDF.
Після того, як Фаненштиль оголосив про завершення кар'єри гравця в 2010 році, 28 лютого 2011 року підписав контракт з «Гоффенгаймом», де зайняв посаду скаута та керівник відділу зовнішніх зв'язків. На клубному відеоканалі регулярно викладалися відео  про подорожі Фаненштиля по всьому світі (в програмі Lutz on Tour). Окрім цього, Лутц працював експертом у країнах, що розвиваються від Німецького футбольного союзу.
У сезоні 2012/13 років працював телевізійним експертом на ran у передматчевих ефірах до трнасляцій матчів Ліги Європи.
На чемпіонаті світу 2014 року знову працював з Руді Серне телевізийним експертом на каналі ZDF, а потім і на BBC World. На Кубку африканських націй 2015 року працював одним зі співведучих трансляцій спортивного каналу Eurosport.
ФІФА називає його офіційно футбольним тренером.
З листопада 2014 року веде футбольну колонку в щотижневику «Дейлі міррор».
На Чемпіонаті світу з футболу 2018 року в Росії Фаненштиль працював експертом швейцарського телеканалу SRF.

## Кар'єра функціонера
З 16 грудня 2018 року — спортивний директор «Фортуни» (Дюссельдорф).

## Особисте життя
У 2006 році вдруге одружився, виховує доньку.

## «Глобал Юнайтед»
Проект «Глобал Юнайтед» Лутца Фаненштиля має на меті привернути увагу до небезпеки зміни клімату за допомогою вражаючих футбольних ігор у спеціальних локаціях. У січні 2014 року «Глобал Юнайтед» планував зіграти в Антарктиці, а згодом в Амазонії, Непалі, Намібії й Танзанії. Проект підтримують колишні відомі футболісти, такі як Алдаїр, Фреді Бобич, Карлос Вальдеррама, Кафу, Бебето, Уле Гуннар Сульшер, Павел Недвед, Крістіан Карамбе та Стіг Тьофтінг.

## Цікаві факти
- У Фінляндії став свідком того, як гру було перервано через величезний рій комарів у першому таймі, всі глядачі втекли, а гра продовжилася у другому таймі за абсолютно порожніх трибун[7].
- У Новій Зеландії потрапив до заголовків газет, коли особисто спіймав злодія, який ввірвався до нього та вкрав 1500 новозеландських доларів, Плейстейшн, сонцезахисні окуляри та футболку воротаря, після чого злодій-невдаха повернув його майно.
- Фаненштиль, який, за неофіційними власними підрахунками, грав у футбол на «понад 600 стадіонах», називав улюблені стадіони — Маракана у Бразилії та Гайбері у Лондоні.
- Окрім проблем у Сінгапурі, він назвав найжахливіші моменти своєї кар’єри як «вбиральні, які наповнені тарганами» в Таїланді та Шрі-Ланці, а також тренуванні на випадково удобреному полі у Вірменії, оскільки санітарні труби на стадіоні лопнули[20].
- Фаненштиль й до цих пір мовчить про один з періодів своєї кар’єри. Перебуваючи в Україні, вочевидь, вступив в контракт з криміналітетом. Побоюючись пересідування, він мовчить про назву міста, команди, а також її президента: «У мене язичницька повага до клубу, в якому я там був, навіть страх. Там все було досить брутально, і я дуже радий, що звідти спокійно вибрався»[21]. З цього часу відомий анекдот: У Лутца вкрали автомобіль, він поскаржився Президентові на свої страждання, який мав хороші зв’язки з підземним світом, і Фаненштиль повернув свою машину протягом години[7].
- У поєдинку на Мальдівах, який розпочався о 12 годині дня, і коли глядачі почали використовувати фаєри, стало настільки жарко, що перші гравці втомилися через п’ять хвилин, а Гейланг закінчив гру нульовою нічиєю лише з дев'ятьма гравцями. У матчі-відповіді сінгарпуці здобули перемогу з рахунком 11:0[22].

## Досягнення

### Національні
«Ноттінгем Форест»
- Перший дивізіон
  -  Чемпіон (1): 1997/98

«Орландо Пайретс»
- Кубок ПАР
  -  Володар (1): 1996

- MTN 8
  -  Володар (1): 1996

«Ванкувер Вайткепс»
- Кубок Каскадії
  -  Володар (1): 2008

- United Soccer Leagues First Division
  -  Чемпіон (1): 2008

«Гака»
- Вейккаусліга
  -  Чемпіон (1): 1998

«Гейланг Юнайтед»
- Чемпіонат Сингапуру
  -  Чемпіон (1): 2000

### Міжнародні
«Орландо Пайретс»
- Суперкубок КАФ
  -  Володар (1): 1996